# Wojciech Jodłowski
Wojciech Józef Jodłowski (zm. 22 marca 1720 w Krakowie) – polski naukowiec, rektor Akademii Krakowskiej.

## Życiorys
Pochodził z Krakowa, miał brata Stanisława (zm. 1711) sekretarza królewskiego i kanonika przemyskiego. Studiował w Akademii Krakowskiej uzyskując 17 października 1676 stopień bakałarza a 9 lipca 1681 doktora filozofii. Od 1687 był członkiem Kolegium Mniejszego. 14 października 1694 został przyjęty do grona członków Kolegium Prawniczego i wybrany na jego prepozyta funkcję tę pełnił ośmiokrotnie. Został oddelegowany do pracy w Akademii Lubrańskiego w Poznaniu w listopadzie 1696 pracował w niej do 17 stycznia 1701. W poznaniu pracował także jako nauczyciel synów kasztelana poznańskiego Władysława Radomickiego. W 1710 był kanonikiem kościoła Wszystkich Świętych, w 1712 został jego kustoszem oraz proboszczem w Igołomi. 1 marca 1712 został doktorem obojga praw, w 1714 został dziekanem Wydziału Prawa. Rektorem krakowskiej uczelni został w roku 1718, zastępując na stanowisku Gabriela Profeckiego. Urząd sprawował do 1719. Pochowany został 27 marca 1720 w kościele św. Anny w Krakowie.